# Helocasis
Helocasis is een geslacht van vliesvleugeligen uit de familie Pteromalidae. De wetenschappelijke naam van dit geslacht is voor het eerst geldig gepubliceerd in 1973 door Wallace.

## Soorten
Het geslacht Helocasis is monotypisch en omvat slechts de volgende soort:
- Helocasis burksi Wallace, 1973